# Valeriya Stolbunova
Valeriya Stolbunova (2 settembre 2005) è una nuotatrice artistica kazaka.

## Palmarès

### Coppa del Mondo
- 4 podi:
  - 2 secondi posti (1 nella gara a squadre e 1 nel duo)
  - 2 terzi posti (2 nella gara a squadre)